# Mine d'antimoine de Luri
La Mine d'antimoine de Luri, à Luri, est l'un des trois sites miniers d'antimoine corse situés le long du Cap Corse, exploités principalement au XXe siècle et au début du siècle suivant.

## Histoire
Aux Mines d'antimoine de Meria, comme celle d'Ersa et de Luri, la découverte d’antimoine date d'une période très ancienne. Les indices sont déjà indiqués dans le plan Terrier dès la fin du XVIIIe siècle, quand règne une ferveur pour la recherche et l’exploitation des minerais, dans toute la Corse.
Alors que celui des Mines d'antimoine de Meria (Vallone, San Martino), plus grand, a permis d'extraire 5600 tonnes en 1858 - 1864; 1878 - 1913 la Mine d'antimoine de Luri et ses gisements de Castello et Spergane a extrait 3400 tonnes à partir de 1863.
La découverte par un habitant du village dans son jardin au début de l’année 1859 a entraîné des travaux de recherches pour découvrir le filon de Castello et un mineur des Mines d'antimoine de Meria confirma au découvreur qu’il s’agissait de minerai d’antimoine.
Le décret d'exploitation de la concession de Luri Castello est finalement accordé aux premiers inventeurs du filon de Castello, le 16 juin 1863, qui avaient dès 1859 entrepris des travaux de recherche importants. La société exploite régulièrement un filon très minéralisé situé au lieu-dit Castello. Elle creuse en 1866 un puits de 24 mètres de profondeur, après avoir percé 4 galeries à flanc de coteau. En 1870 un second puits de 90 mètres est creusé, constituant la "colonne vertébrale" de la mine.
L’accès au gisement de Spergane suit la route du col Sainte Lucie et les bâtiments de l’ancienne mine s’aperçoivent sur le bord droit de la route en allant vers le village, avec de grandes haldes.